# U Apodis
U Apodis är en långsam irreguljär variabel av LB-typ i stjärnbilden Paradisfågeln. 
Stjärnan har visuell magnitud +8,22 och varierar med en amplitud av 0,55 och en period av 232,438019 dygn.